# Signos cardinais

No gráfico zodiacal, os signos cardinais são indicados em vermelho.

Na tradição astrológica, signos cardinais (ou cardeais), representam o início das quatro estações do ano, estando associados a características como iniciativa, ambição, entusiasmo e independência, bem como ao princípio da ação e movimento em uma direção definida. Seu aspecto negativo vincula-se à pressa, imprudência, dominação, e o deixar por terminar o que foi apenas iniciado.
Os doze signos do zodíaco são divididos entre as qualidades cardinais, fixas e mutáveis e, ao mesmo tempo, entre os quatro elementos que os antigos filósofos da natureza acreditavam ser a base da constituição da matéria.
Os quatro signos cardinais do zodíaco são:
- Aries () - elemento fogo: associado ao equinócio da primavera no hemisfério norte e do outono no hemisfério sul.
- Câncer () - elemento água: associado ao solstício do verão no hemisfério norte e do inverno no hemisfério sul.
- Libra () - elemento ar: associado ao equinócio da outono no hemisfério norte e da primavera no hemisfério sul.
- Capricórnio () - elemento terra: associado ao solstício do inverno no hemisfério norte e do verão no hemisfério sul.